# All Chicken
All Chicken est une enseigne née en 1984 à Londres (Angleterre). L'enseigne a été exportée en France en 2004. Le premier All Chicken restaurant en France est ouvert à Stains. Le concept était nouveau pour la France, faire avec le poulet ce que d'autres ont fait avec le célèbre sandwich parisien.
Le principe « hallal » encore peu répandu, répond à une demande importante de la communauté musulmane installé dans les quartiers périphériques. Des produits hallal alliant saveur et plaisir adaptés aux différents moments de la journée, à consommer sur place ou à emporter.
Actuellement quatre restaurants proposent des produits All Chicken.